# Catwoman: Hunted
Catwoman: Hunted es una película de superhéroes animada estadounidense basada en el personaje de DC Comics Catwoman de Bill Finger y Bob Kane. Se estrenó el 8 de febrero de 2022. Es la 44.ª entrega de la línea de películas originales animadas del Universo DC (DCUAOM). La película está dirigida por Shinsuke Terasawa a partir de un guion de Greg Weisman. Está protagonizada por Elizabeth Gillies como Selina Kyle / Catwoman junto a Stephanie Beatriz, Jonathan Banks, Steve Blum, Lauren Cohan, Zehra Fazal, Jonathan Frakes, Kirby Howell-Baptiste y Kelly Hu. 

## Sinopsis
La película sigue a Gatubela mientras intenta robar una joya de valor incalculable. El atraco la pone directamente en la mira de un poderoso consorcio de villanos del Sindicato Leviatan y de un par de agentes de la Interpol, así como de Batwoman.

## Reparto
| Actor de Voz          | Personaje               |
| --------------------- | ----------------------- |
| Elizabeth Gillies     | Selina Kyle/Catwoman    |
| Stephanie Beatriz     | Batwoman                |
| Jonathan Banks        | Máscara Negra           |
| Steve Blum            | Solomon Grundy          |
| Lauren Cohan          | Julia Pennyworth        |
| Keith David           | Tobias Whale            |
| Zehra Fazal           | Talia al Ghul           |
| Jonathan Frakes       | King Faraday            |
| Kirby Howell-Baptiste | Barbara Minerva/Cheetah |
| Kelly Hu              | Cheshire                |

Los actores de voz adicionales incluyen a Andrew Kishino como el Señor Yakuza y Domino 6, Eric Lopez como Domino 1, Jacqueline Obradors como La Dama y Ron Yuan como el Doctor Tzin. Fazal también da voz a Nosferata. La organización Interpol, una organización que coordina las investigaciones realizadas entre agencias policiales de varios países internacionales, quienes también aparecerán en la película.

## Producción
La película fue anunciada el 17 de agosto de 2021 junto con su elenco de voces. La película tendrá una producción de estilo anime con la dirección de Shinsuke Terasawa y escrita por Greg Weisman, la Banda Sonora esta realizada por Yutaka Yamada conocido por su Trabajo en Tokyo Revengers y Alice in Borderland  mientras que Ethan Spaulding se adjunta como productor, junto con Colin A.B.V. Lewis, que trabajó en Los Simpson, y Sam Register, que produjo varios proyectos animados de DC, como productores ejecutivos. Se lanzó un adelanto exclusivo durante el panel de animación de Warner Bros. Animation de DC FanDome 2021.

## Lanzamiento
Catwoman: Hunted fue estrenada en Blu-ray y DVD el 8 de febrero de 2022.